# 葉濤 (民俗學家)
叶涛（1963年—），男，山东费县人，中国民俗学家，现任中国社会科学院世界宗教研究所研究员、博士生导师，中国民俗学会会长。